# Get Up Offa That Thing
"Get Up Offa That Thing" é uma canção escrita e gravada por James Brown. Foi lançada como single de duas partes em 1976 (O Lado-B, com o título "Release the Pressure", é uma continuação da mesma canção). Alcançou o número 4 da parada R&B, colocando Brown novamente no Top Ten após um ano de ausência, e número 45 da parada Billboard Hot 100. Foi o maior sucesso de Brown do final dos anos  1970. A letra da canção pede aos ouvintes para "Get up offa that thing / and dance 'til you feel better" (Levantar desta coisa e dançar até se sentir melhor) Devido aos seus problemas com a IRS (receita federal americana) em pagar seus impostos, Brown creditou a composição à sua esposa Diedre e suas filhas, Deanna e Yamma Brown.

## História
De acordo com Brown, a inspiração para "Get Up Offa That Thing" veio durante uma apresentação em um clube em Fort Lauderdale, Flórida:
A plateia estava sentada, tentando fazer uma coisa sofisticada, ouvindo funk. Uma das bandas mais ajustadas que eles já tinham ouvido em suas vidas, e eles estavam sentados. Eu tinha trabalhado duro e me desidratado, e me sentindo depressivo. Eu olhei para todas aquelas pessoas sentadas ali, e porque eu estava depressivo eles pareciam depressivos. Eu gritei: "Get up offa that thing and dance til you feel better!" Eu provavelmente quis dizer que até "eu" me senti melhor.
Ao contrário da maioria da música popular da época, feita com sofisticado uso de gravação multicanal e outras técnicas, "Get Up Offa That Thing" foi gravada ao vivo no estúdio em apenas dois takes.
Brown regravou "Get Up Offa That Thing" para a trilha sonora do filme Doctor Detroit. Ele também canta a canção durante sua participação especial no filme. Outras performances da canção aparecem nos álbuns Hot on the One, Live in New York, Live at Chastain Park e Live at the Apollo 1995.

## Posições nas paradas
| Parada (1976)                        | Pico |
| ------------------------------------ | ---- |
| U.S. Billboard Hot 100               | 45   |
| U.S. Billboard National Disco Top 40 | 19   |
| U.S. Billboard Hot Soul Singles      | 4    |

## Músicos
- James Brown - vocais

com os The J.B.'s:
- Russell Crimes - trompete
- Holly Ferris - trombone
- St. Clair Pinckney - saxofone tenor
- Peyton Johnson - saxofone tenor
- Joe Poff Jr. - saxofone alto
- Jimmy Nolen - guitarra
- Robert Coleman - guitarra
- Charles Sherrell - clavinete
- Melvin Parker - bateria
- Will Lee - baixo[7]
- Outros músicos: desconhecidos